# 自由ケ丘 (青森市)
自由ケ丘（じゆうがおか）は青森県青森市の地名。自由ケ丘一丁目と自由ケ丘二丁目が設置されている。郵便番号030-0941。

## 地理
青森市中心市街地の東側に位置する。北で小柳、東から南で戸山、南西で戸山の飛地及び虹ケ丘、西で浜館と接する。東青森駅から小柳駅付近まで青い森鉄道線の南に続く新興住宅街の最東部であり、青森市中心部からは離れていたが実際には最初に命名が行われた。この範囲に属する虹ケ丘・浜舘と共に青森市では最も人気のある新興住宅街の一つである。これらの場所には高層マンションや団地はなく、一戸建ての住宅が集まっている。北には小柳駅があり、小柳駅に向かって幅の広い道路がある。幅員の広い道路であるにもかかわらず非常に交通量が少ないため、広場のように用いられることもある。
毎年10月には自由ケ丘町民文化祭が行われている。また、地区内には青森市自由ケ丘町民会館も作られており、住民のコミュニティの拠点となっている。

## 歴史

### 沿革
地名は、分譲された住宅地の名前による。
- 1985年 - 区画整備完了
- 1987年8月2日 - 自由ケ丘土地区画整理事業による住所の変更が行われた[4]。